# Protohermes latus
Protohermes latus är en insektsart som beskrevs av X.-y. Liu och Ding Yang 2006. Protohermes latus ingår i släktet Protohermes och familjen Corydalidae. Inga underarter finns listade i Catalogue of Life.